# Parafia św. Stanisława Biskupa w Gościeszynie

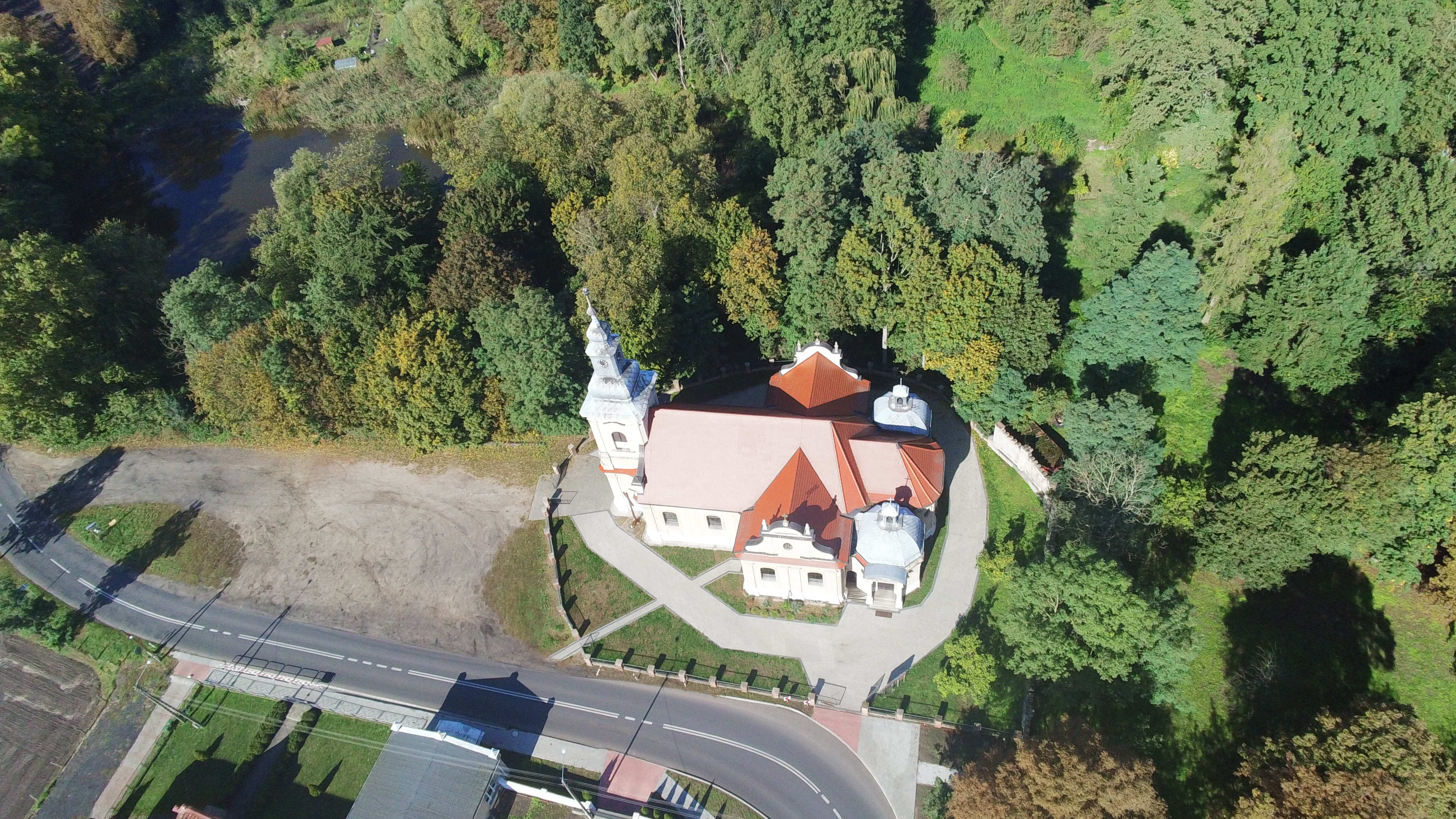
Zdjęcie z lotu ptaka (październik 2019)

Parafia Świętego Stanisława Biskupa w Gościeszynie – parafia rzymskokatolicka, znajdująca się w archidiecezji poznańskiej, w dekanacie wolsztyńskim.